# Amathimysis serrata
Amathimysis serrata är en kräftdjursart som beskrevs av Murano 1986. Amathimysis serrata ingår i släktet Amathimysis och familjen Mysidae. Inga underarter finns listade i Catalogue of Life.